# 60º parallelo sud

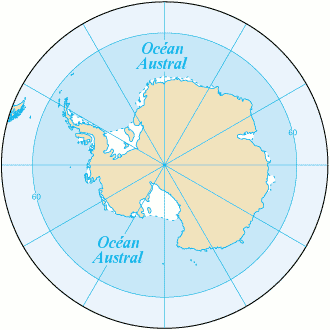

Il 60º parallelo sud è un cerchio di latitudine che si trova a 60 gradi a sud del piano equatoriale della Terra. Nessuna terra si trova su questo parallelo che non attraversa quindi altro che l'oceano. La terra più vicina è un gruppo di scogli a nord dell'Isola dell'Incoronazione, nelle isole Orcadi Meridionali, circa 54 km a sud del parallelo, e dell'Isola di Thule e dell'Isola di Cook nelle isole Sandwich Meridionali, che sono entrambe circa 57 km a nord del parallelo.
Il parallelo segna il limite settentrionale dell'Oceano Australe (sebbene alcune organizzazioni e paesi, in particolare l'Australia, abbiano altre definizioni) e rappresenta il confine settentrionale dei territori governati dal Trattato Antartico; segna anche il confine meridionale della zona libera dalle armi nucleari del Pacifico meridionale e della zona libera dalle armi nucleari dell'America Latina.
A questa latitudine il sole è visibile per 18 ore e 52 minuti durante il solstizio di dicembre e 5 ore e 52 minuti durante quello di giugno; il 21 dicembre il sole è a 53,44 gradi nel cielo e il 21 giugno a 6,56 gradi.
Le latitudini a sud di questo parallelo sono spesso chiamate "Screaming 60s", ovvero gli "urlanti 60", a causa dei venti ad alta velocità da ovest che possono generare grandi onde superiori a 15 m e velocità di picco del vento superiori a 145 km/h. 
L'altitudine massima del Sole è maggiore di 15,00º in aprile e di 8,00º in maggio.
La latitudine più bassa dove si possono osservare le notti bianche è approssimativamente su questo parallelo.
Durante il solstizio d'estate la notte non va oltre il crepuscolo nautico, condizione che perdura per tutto il mese di dicembre. È possibile osservare sia l'alba che il tramonto astronomico tutti i giorni tra il 17 febbraio e il 24 ottobre.